# Geranium sanguineum

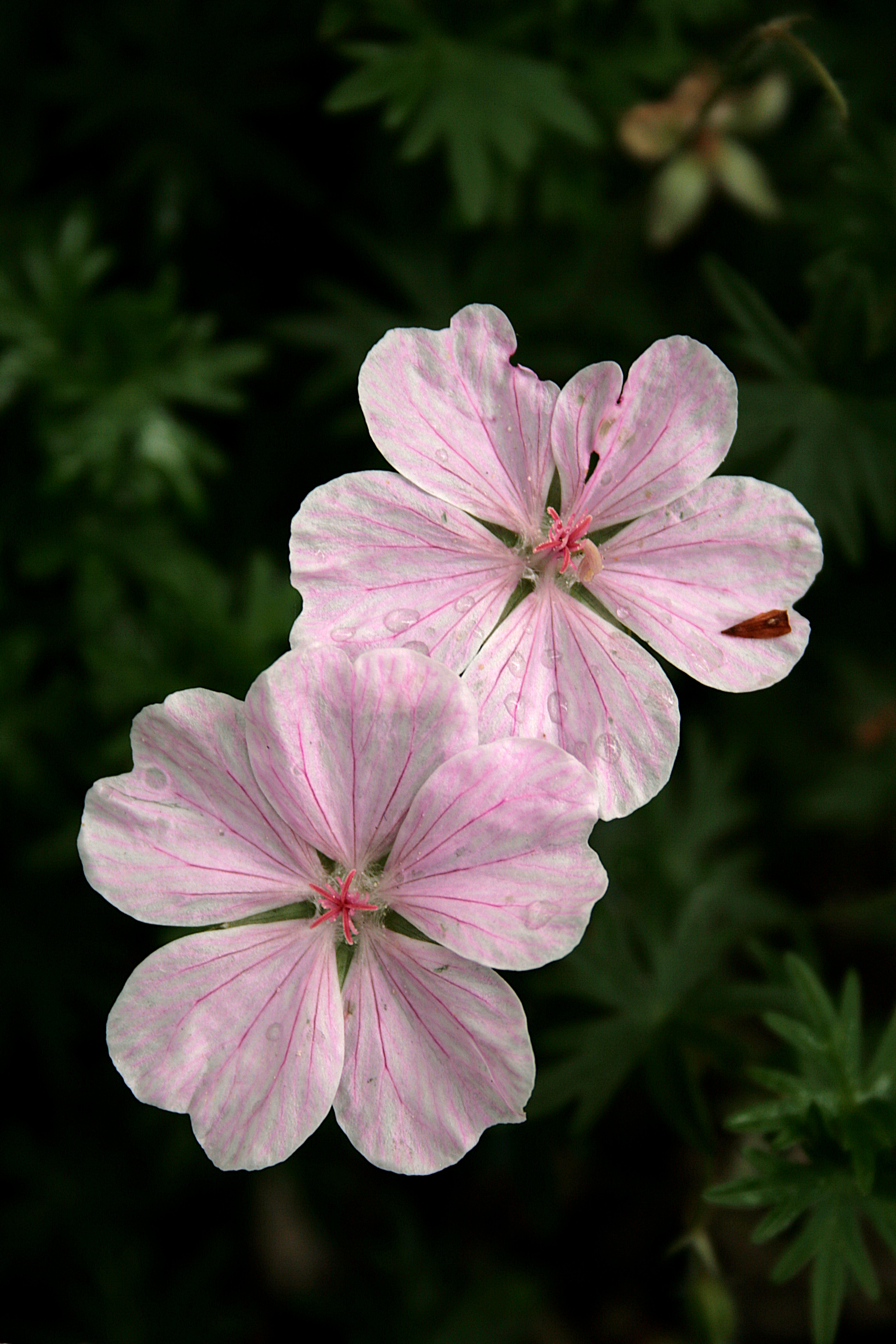
0 Geranium sanguineum 'Striatum'

Geranium sanguineum es una especie perteneciente a la familia de las geraniáceas.

## Descripción
Con frecuencia acompañando al Geranium sylvaticum, distinguible por sus grandes flores purpúreas y por sus hojas de contorno redondeado que están profundamente divididas en segmentos lineares. Erecta o extendida, ramosa, perenne, de hasta 40 cm, tallos con largos pelos blancos y glándulas sin pedúnculo; rizoma robusto rastrero. Hojas divididas hasta 4/5 de anchura en 5-7 lóbulos estrechos, cada uno con 1-3 pares de segmentos oblongo-agudos. Flores morado-rojizas brillantes, generalmente solitarias; pétalos obovados-mellados, de 1,5-2 cm. Fruto algo peloso, sin crestas. Florece a final de primavera y en el verano.

## Hábitat
Terreno rocoso y arenoso, generalmente en tierra caliza.

## Distribución
Toda Europa, excepto Islandia y Holanda.

## Taxonomía
Geranium sanguineum fue descrita por Carlos Linneo y publicado en Species Plantarum 2: 683. 1753.
Etimología
Geranium: nombre genérico que deriva del griego:  geranion, que significa "grulla", aludiendo a la apariencia del fruto, que recuerda al pico de esta ave.
sanguineum: epíteto latino que significa "sangriento".
Sinonimia
- Geranium grandiflorum Gilib.
- Geranium lancastriense Mill.
- Geranium prostratum Cav.
- Geranium sanguineiforme Rouy & Foucaud	[6]

## Nombre común
- Castellano: aguja sangrienta, geranio de sangre, pico de cigüeña.[7]